# Matteo Richetti
Matteo Richetti (Sassuolo, 3 agosto 1974) è un politico italiano, deputato eletto con Azione - Italia Viva alle elezioni politiche del 2022. Dal 18 ottobre 2022 è capogruppo alla Camera, dapprima per Azione-Italia Viva e poi dal 2023 per Azione-Popolari Europei Riformatori-Renew Europe.
Già consigliere regionale dell'Emilia-Romagna dal 2005 al 2012, dove ha ricoperto anche la carica di presidente dell'Assemblea legislativa dal 10 maggio 2010 al 1º gennaio 2013, Richetti è stato deputato dal 2013 al 2018 e senatore dal 2018 al 2022, dapprima con il Partito Democratico, per poi aderire ad Azione nel 2020.

## Biografia
Nato nel 1974 a Sassuolo (MO), vive a Spezzano di Fiorano Modenese (MO); è sposato ed ha tre figli. Cresciuto nella comunità parrocchiale, ha conseguito la maturità scientifica presso il liceo Wiligelmo a Modena.
Giornalista pubblicista dal 1997, specializzato nel campo della comunicazione pubblica, ha collaborato con quotidiani e periodici e diretto alcune testate locali ed è in aspettativa dal suo incarico presso la Direzione Generale della Provincia di Modena dove si occupava delle attività di Comunicazione pubblica e relazioni esterne.

### Gli inizii e prime esperienze politiche

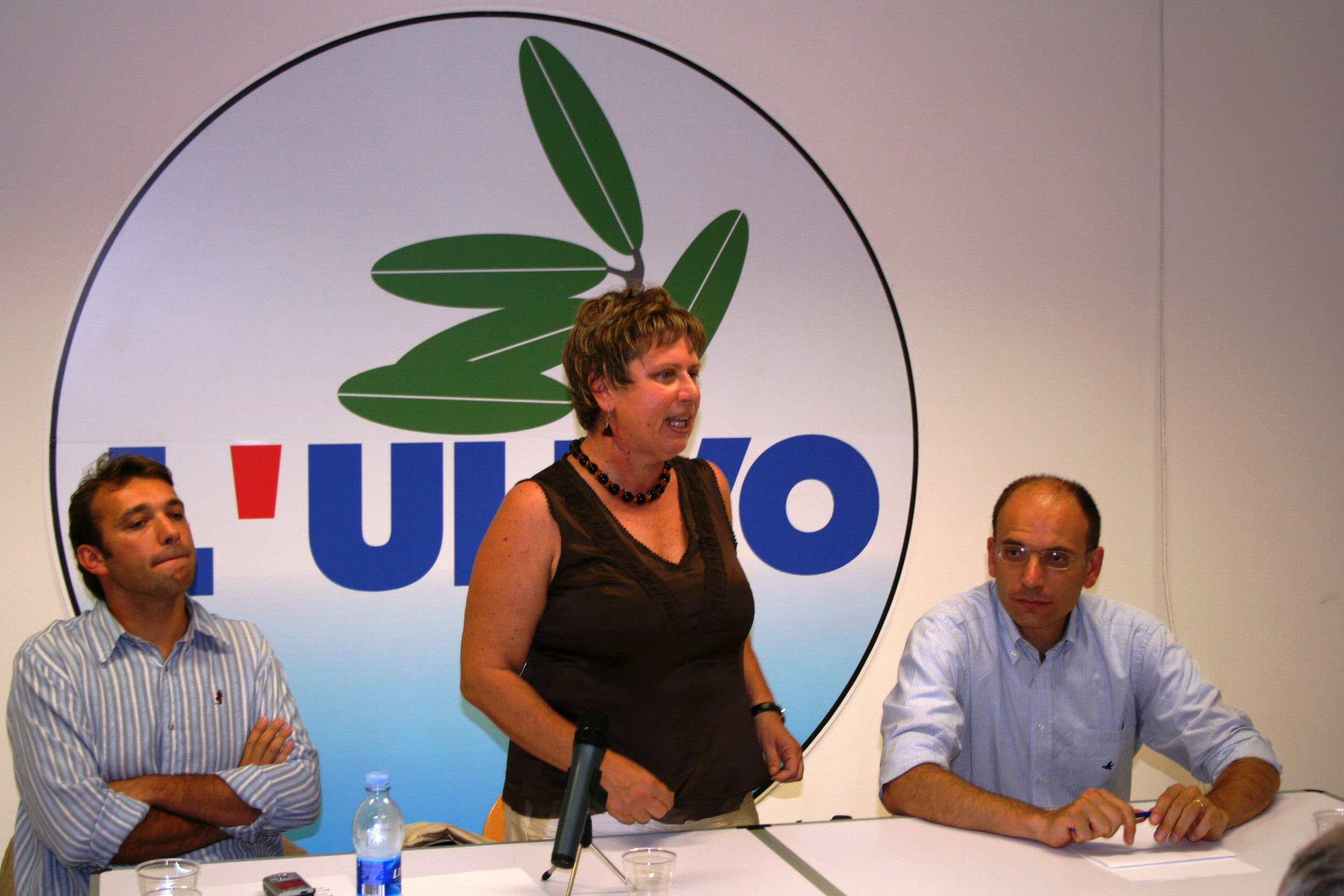
Matteo Richetti con Enrico Letta a Modena nel 2007

Ha iniziato ad interessarsi della politica durante gli anni di liceo, ha guidato la sezione modenese de La Margherita dal 2003 al 2005. Si candida alle elezioni regionali in Emilia-Romagna del 2005 nella lista Uniti nell'Ulivo, nella mozione del presidente uscente Vasco Errani, venendo eletto nel collegio di Modena all'Assemblea legislativa dell'Emilia-Romagna, occupandosi di sanità e riordino istituzionale, memoria e politiche giovanili.
È stato tra i fondatori della sezione modenese del Partito Democratico (PD).

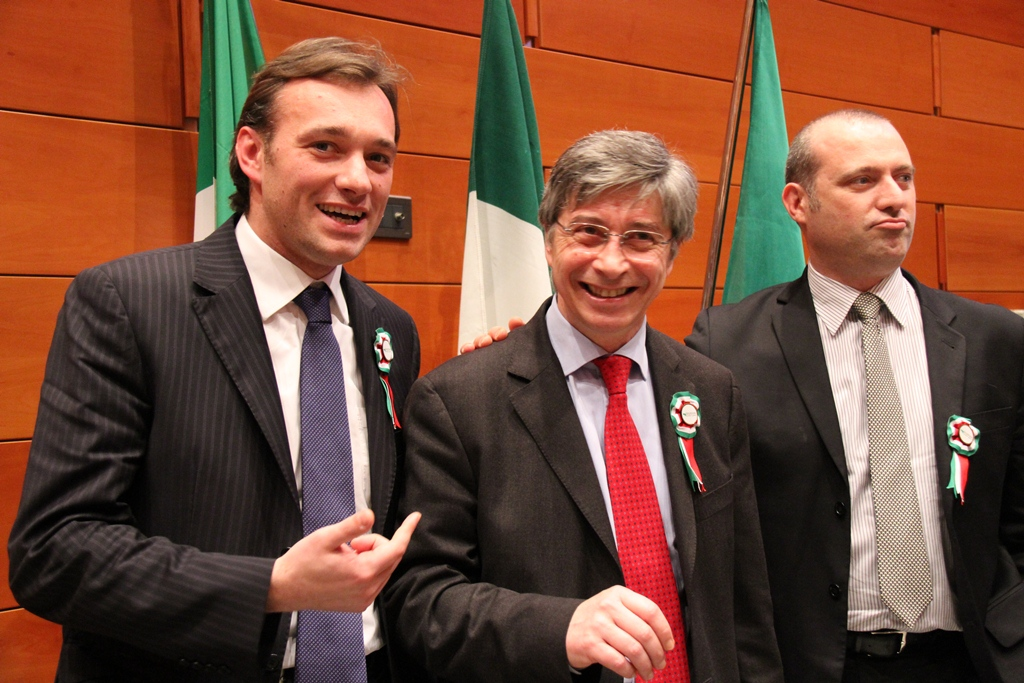
Richetti con il consigliere regionale Stefano Bonaccini e il Presidente della Regione Vasco Errani nel 2011

Si ricandida alle elezioni regionali in Emilia-Romagna del 2010 col PD, di nuovo nella mozione del presidente uscente Errani, venendo rieletto nel medesimo collegio all'Assemblea legislativa dell'Emilia-Romagna. Successivamente a maggio 2010, dopo essere stato rieletto diventa Presidente dell'assemblea stessa e componente delle Commissioni “Bilancio Affari Generali ed Istituzionali” e “Politiche per la Salute e Politiche Sociali”. Durante il suo mandato ha lavorato per una riforma complessiva del "parlamento" regionale e riducendo drasticamente il costo di funzionamento, fino a renderlo il più virtuoso in Italia, oltre alla riduzione delle indennità, dei soldi ai gruppi, azzeramento completo delle spese di rappresentanza e abolizione del vitalizio. Si è dimesso dall'incarico nel dicembre 2012 per partecipare alle primarie “Parlamentarie” del Partito Democratico della provincia di Modena.

### Il movimento dei "rottamatori"

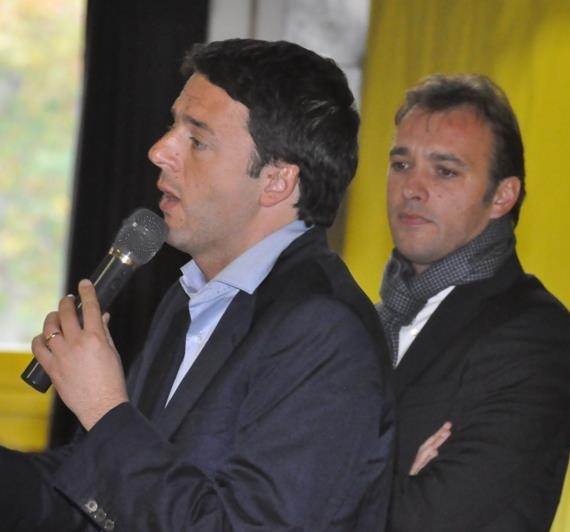
Matteo Richetti con il sindaco di Firenze Matteo Renzi nel 2012

Nel 2010 Richetti forma, insieme al sindaco di Firenze Matteo Renzi, al consigliere regionale della Lombardia Pippo Civati (che abbandonerà entro l'anno) e il deputato regionale siciliano Davide Faraone, il movimento interno al Partito Democratico dei "Rottamatori", di stampo centrista e liberale, che chiede il rinnovamento della classe dirigente attraverso la rottamazione di quella vecchia, è concorde con la lettera Trichet-Draghi e con la riforma del sistema pensionistico italiano. Richetti è stato uno dei più stretti collaboratori di Renzi, del quale era considerato braccio destro, e assieme al quale ha organizzato alcuni eventi pubblici e le prime Leopolde. In particolare, durante la 2° Big Bang nell'ottobre 2011, partecipa alla "tre giorni" di proposte con Renzi, Faraone e Giorgio Gori, nella quale chiunque ha avuto la possibilità di salire sul palco e proporre la sua idea di governo se fosse stato a Palazzo Chigi.
A giugno 2012, Richetti insieme a Renzi, Faraone e Gori, ha organizzato la seconda edizione di Big Bang, denominata "Italia Obiettivo Comune", che si è tenuta al Palacongressi di Firenze, dove quasi un migliaio di amministratori locali del Partito Democratico hanno raccontato la loro esperienza di governo del territorio per rilanciare un nuovo modello di PD e di Italia.

### Elezione a deputato e corsa alla presidenza dell'Emilia-Romagna

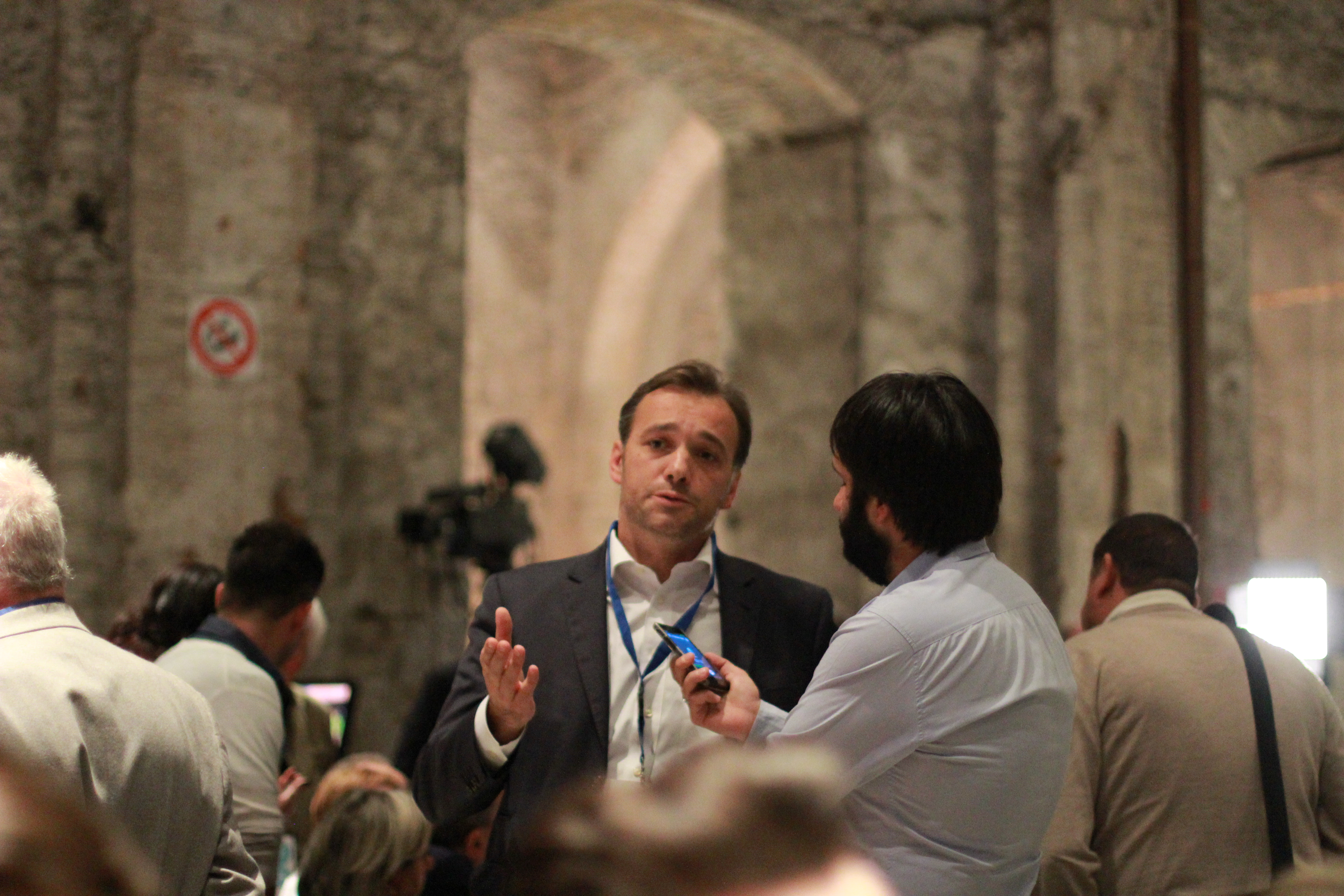
Richetti alla Leopolda del 2014

Nel dicembre 2012 partecipa alle elezioni primarie "Parlamentarie" indette dal PD per la scelta dei candidati parlamentari alle successive elezioni politiche del 24-25 febbraio, dove con 9.404 voti di preferenza, le vince, risultando il più votato nella provincia di Modena.  Alle elezioni politiche del 2013 viene eletto alla Camera dei deputati, nella circoscrizione Emilia-Romagna, nelle liste del PD. Nella XVII legislatura della Repubblica è stato componente della 1ª Commissione Affari Costituzionali, della Presidenza del Consiglio e interni, dove si è fatto promotore di una riforma del trattamento pensionistico dei parlamentari e degli altri eletti, che prevede principalmente la riduzione dei vitalizi percepiti dagli ex parlamentari e l’innalzamento dell’età pensionabile per i parlamentari attuali e futuri, sostenuta dal PD, Movimento 5 Stelle, Civici e Innovatori, ALA-Scelta Civica, Fratelli d’Italia, Sinistra Italiana-Possibile e Lega Nord, ma viene bloccata e non approvata al Senato.
A seguito della convocazione anticipata delle elezioni regionali in Emilia-Romagna per il 23 novembre del 2014, dovuta alle dimissioni dello storico presidente Vasco Errani, indagato per falso ideologico nel processo Terremerse (da cui uscirà assolto), Richetti decide inaspettatamente di correre alle primarie del centro-sinistra per la scelta del candidato presidente della Regione, sfidando l'ex sindaco di Forlì Roberto Balzani, l'uscente assessore regionale all'istruzione Patrizio Bianchi e il consigliere regionale all'Assemblea legislativa dell'Emilia-Romagna Stefano Bonaccini. Il 9 settembre, Richetti si ritira a sorpresa dalla competizione, a seguito della diffusione della notizia dell'indagine a suo carico per peculato sull'uso dell'autovettura di servizio all'epoca in cui era presidente dell'assemblea legislativa. Sarà Stefano Bonaccini a prevalere sulle primarie.
Il 23 febbraio 2016 Richetti, nella trasmissione televisiva Otto e mezzo, critica Renzi e la sua indole autoritaria all'interno del PD; aggiunge inoltre che è da circa un anno che non incontra il segretario del partito, sintomo di un deterioramento del rapporto tra lo stesso Richetti e Renzi. I rapporti tra i due migliorano in occasione della campagna elettorale per il referendum costituzionale del 2016, e il 7 maggio 2017 Richetti viene nominato da Renzi portavoce del PD nella sua 2º segreteria "unitaria".

### Elezione al Senato e primarie PD del 2019
Alle elezioni politiche del 2018 si candida al Senato della Repubblica, tra le lista del PD nella circoscrizione Emilia-Romagna, dov'è eletto senatore. Nel corso della XVIII legislatura è stato componente della 10ª Commissione Industria, commercio, turismo (2018-2019) e della 12ª Commissione Igiene e sanità (2019-2022).
Il 14 luglio 2018, con l'elezione del segretario reggente Maurizio Martina a segretario nazionale del Partito Democratico, cessa dalle funzioni di portavoce del PD, venendo sostituito da Marianna Madia.

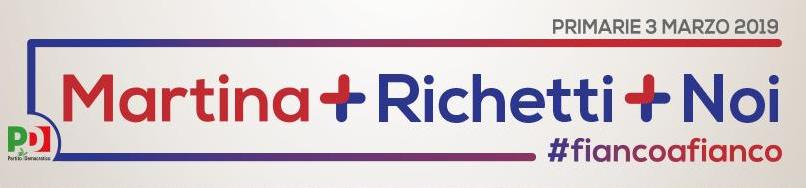
Logo della campagna elettorale di Richetti assieme a Martina per le primarie del 2019

Il 4 ottobre 2018, dopo aver già fondato ad aprile la fondazione "Harambee", annuncia la sua candidatura alle primarie per la carica di segretario del PD. Dopo aver lanciato la sua candidatura, ottiene l'appoggio di Alba Parietti. Ma il 27 novembre, dopo la candidatura del segretario prima reggente ed uscente poi Maurizio Martina e l'appello su Facebook di Graziano Delrio, ex ministro delle infrastrutture e dei trasporti, per l'unità rivolto a lui, decide di ritirarsi e appoggiare Martina nella campagna congressuale. Il giorno successivo viene annunciato ufficialmente il ticket con Richetti come vicesegretario.
Il 21 febbraio Richetti, in un messaggio audio destinato ai suoi collaboratori, annuncia di ritirare il sostegno a Maurizio Martina, accusandolo di aver dato troppo spazio alla corrente dei renziani all'interno della sua mozione, salvo poi correggere parzialmente il tiro e confermare la sua corsa insieme all'ex segretario. Alle primarie del 3 marzo vincerà però Nicola Zingaretti col 66% dei voti, mentre Martina arriva secondo col 22% dei voti.

### Uscita dal PD e adesione ad Azione
Il 10 settembre 2019, dopo aver deciso di non votare la fiducia al governo Conte II, costituito dal PD, Movimento 5 Stelle e Liberi e Uguali (LeU), annuncia l’uscita dal PD, nonché l’iscrizione al Gruppo misto del Senato e l'adesione all'associazione politica di Carlo Calenda Siamo Europei che in seguito diverrà un nuovo soggetto politico.
Il 21 novembre 2019 nasce infatti il nuovo partito politico Azione con i propri riferimenti ideali nelle tesi di Carlo Rosselli sul socialismo liberale, al liberalismo sociale di Piero Gobetti e al popolarismo liberale di Don Luigi Sturzo, da cui il nome richiamante il Partito d'Azione.
In occasione del referendum costituzionale sulla riduzione del numero di parlamentari, annuncia il suo voto contrario, sposando la linea ufficiale del suo partito Azione, che è schierato per il "No".

### Presidente di Azione e Capogruppo alla Camera
Al primo congresso di Azione "L'Italia sul serio" del 19-20 febbraio 2022, che si svolge presso il palazzo dei Ricevimenti e dei Congressi a Roma, viene eletto presidente del partito.
Alle elezioni politiche anticipate del 2022 viene ricandidato alla Camera, come capolista nei collegi plurinominali dell’Emilia-Romagna 01, 02 e 03 per la lista Azione-Italia Viva, dove viene eletto in quello dell'Emilia-Romagna 01.
Successivamente Richetti viene eletto capogruppo del gruppo parlamentare di Azione-Italia Viva alla Camera. Come già annunciato nei giorni precedenti, contestualmente si dimette da presidente di Azione e il 19 novembre gli succede Mara Carfagna. Dopo la separazione da Italia Viva, nel novembre del 2023 Richetti diventa capogruppo del gruppo Azione - Popolari Europei Riformatori - Renew Europe.

## Posizioni e idee politiche
Richetti sostiene la riduzione del costo della politica, puntando sull'azzeramento e la trasparenza dei costi, proponendo un taglio del 30% dei fondi ai gruppi, controllo dei bilanci affidato alla Corte dei Conti, azzeramento delle spese di rappresentanza, pubblicazione online di tutte le spese sostenute dai gruppi stessi.
Ha criticato la vicenda del Consiglio regionale del Lazio e di altre regioni italiane, sottolineando il problema che in altre regioni vi sono indennità pari a 3-4 volte quelle dell'Emilia-Romagna, Assemblee con bilanci pari a 5 volte quelle dell'Emilia-Romagna, con abbondanti parchi di auto blu e cifre molto alte di denaro a disposizione dei consiglieri.
È favorevole al riconoscimento delle unioni omosessuali in Italia, inclusa l'adozione del figlio del partner, al cambiamento dei fondi ai partiti, proponendo un fondo unico per tutti i gruppi consiliari, che assume il posto dei budget assegnati ai singoli partiti, con la modifica dei criteri di assegnazione e una riduzione del 20/30% dell'ammontare; dell'attribuzione di controllo e verifica dei bilanci a un ente pubblico come la Banca d’Italia e la Corte dei conti anziché ai revisori.
Fra le altre proposte, Richetti punta sull'accessibilità Internet ovunque, attuando un piano di alfabetizzazione digitale per i cittadini e le piccole e medie imprese; abbassando l'Iva sui libri digitali dal 22% al 4%, approvando un Freedom information Act per consultare on line i documenti della Pubblica amministrazione, estendendo la copertura del wi-fi pubblico.

## Vicende giudiziarie
Il 9 settembre 2014 viene reso noto dai giornali che Richetti è indagato dalla Procura di Bologna per peculato nell'ambito dell'inchiesta "spese pazze" riguardante l'uso dell'autovettura di servizio all'epoca in cui era presidente dell'assemblea legislativa dell'Emilia-Romagna. In seguito a ciò Richetti ritira la sua candidatura alle primarie per la scelta del candidato del Partito Democratico alla Presidenza della Regione Emilia-Romagna.
Il 9 luglio 2015 Richetti rende noto tramite il suo legale che chiederà di essere giudicato tramite rito abbreviato. Il successivo 17 ottobre i pubblici ministeri Morena Plazzi e Antonella Scandellari chiedono l'assoluzione di Richetti dall'accusa a lui contestata.
Il 19 novembre il GUP del Tribunale di Bologna assolve Richetti dalle accuse a lui rivolte perché "il fatto non sussiste".

## Opere
- Harambee! Per fare politica ci vuole passione, Guerini, 2016.
- Piccole per modo di dire, Fauso Lupetti editore, 2017.
- Presidente non avrà la mia fiducia. Per chi non si riconosce in un paese che «funziona così», Guerini, 2020.